# Horaniui tengeri csata
A horaniui tengeri csata a második világháborúban, 1943. augusztus 18-án zajlott le az amerikai és a japán haditengerészet között a Csendes-óceánon, a Salamon-szigetek térségében.

## Előzmények
Az amerikai csapatok Vella Lavella augusztus 15-én elfoglalták Vella Lavellát. A japánok úgy döntöttek, nem próbálják meg kisöpörni az amerikaiakat Vella Lavelláról, hanem létrehoznak egy kikötőt Horaniun, a sziget északkeleti részén, ahonnan megkezdhetik a kolombangarai bázis evakuálását. Tizenhárom motoros uszályon és három torpedóvető hajóval két század katonát és egy szakasz haditengerészt indítottak Vella Lavellára. A konvojt – a könnyű hajók mellett – négy romboló, a Szazanami, a Hamahaze, a Sigure és az Iszokaze védte Macudzsi Idzsuin ellentengernagy parancsnoksága alatt.
Az amerikaiak Thomas J. Ryan kapitány irányításával négy rombolót – Nicholas, O'Bannon, Taylor, Chevalier – küldtek a partraszállás megakadályozására. A hajók kelet felől érkeztek a Vella Lavellától északra elterülő tengerre.

## Az ütközet
Augusztus 17-én 23.30-kor amerikai repülők sikertelen támadást indítottak a japánok ellen, de az amerikai hajók megtudták, merre járnak. Éjjel fél egykor a japán hadihajók megjelentek az amerikai radarokon, mintegy 17 kilométerre tőlük északnyugatra. A bárkák kicsit nyugatabbra hajóztak. Húsz perc múlva Ryan irányváltásra adott parancsot, és a rombolók egyenesen a szállítóhajók felé fordultak, majd olyan szögbe álltak, hogy torpedótámadást intézhessenek a japánok ellen. Kevéssel egy óra előtt a japánok tüzet nyitottak, de mintegy 300 méterrel túllőttek a célon. Az amerikai hajók ismét irányt változtattak, és így a két flotta párhuzamosan haladt. Egy órakor az amerikaiak támadtak, és a Hamakazét találat érte. A japán romboló kigyulladt.
A két flotta ezután eltávolodott egymástól. Az amerikaiak északnyugat felé fordultak, hogy utolérjék a japánokat. A japánok torpedókat indítottak, de egyik sem talált. A japán rombolók gyorsabbak voltak, így nagy előnyt szereztek. Eközben a bárkák elérték Vella Lavellát. Az őket kísérő könnyű hajók az amerikai rombolók tüzébe kerültek, és négy elsüllyedt közülük. Ezután az amerikai hajók elhagyták a területet.